# Guarani FC
Guarani Futebol Clube – brazylijski klub piłkarski z siedzibą w mieście Campinas w stanie São Paulo. Guarani jest znany także jako Bugre, stąd kibice klubu Guarani zwani są bugrinos.
Największym rywalem klubu jest Ponte Preta. Mecze między Guarani a Ponte Preta znane są lokalnymi derby w mieście (clássico po portugalsku).

## Osiągnięcia
- Mistrz Brazylii (Campeonato Brasileiro Série A): 1978
- Wicemistrz Brazylii: 1986, 1987
- Módulo Amarelo: 1987
- Mistrz drugiej ligi brazylijskiej (Campeonato Brasileiro Série B): 1981
- Copa São Paulo de Juniores: 1994

## Historia
Guarani Futebol Clube został założony 2 kwietnia 1911 w mieście Campinas w stanie São Paulo z inicjatywy Pompeo de Vito, Hernani Felippo Matallo i Vicente Matallo. Vicente Matallo został pierwszym prezydentem klubu Guarani. W 1949 wygrało drugą ligę stanu São Paulo (Campeonato Paulista) awansując do ligi pierwszej. Klub zdobył mistrzostwo Brazylii wygrywając Campeonato Brasileiro Série w 1978, po pokonaniu SE Palmeiras São Paulo. Od 2005 roku Guarani gra w drugiej lidze brazylijskiej Campeonato Brasileiro Série B.

## Stadion

### Pierwszy stadion – Estádio do Guarany
Przez pierwsze kilka lat działania klub nie miał swojego stadionu. Po długich staraniach związanych z zakupem nieruchomości oraz pozyskaniem środków potrzebnych do budowy stadionu, 15 lipca 1923 roku, otwarto pierwszy stadion piłkarski, znany jako „Estádio do Guarany”. Na meczu otwarcia Guarani zmierzyło się z CA Paulistano. Gospodarze wygrali spotkanie wynikiem 1:0.
Budowa stadionu trwała tak naprawdę do 1924. W 1929 roku doszło do pierwszej renowacji: wymieniono murawę, powiększono boisko i wybudowano plac naprzeciwko pomieszczeń socjalnych. W 1939 roku oraz w latach 1942–43 wymieniano trybuny. W 1946 roku oraz w 1950 roku dobuwano nowe trybuny.
Stadion służył do 1953, kiedy to otwarto Estádio Brinco de Ouro. Ostatni mecz rozegrano 5 kwietnia 1953 roku. Było to towarzyskie spotkanie z São Paulo FC zakończone wynikiem 1:1.

### Estádio Brinco de Ouro
Od 1953 roku stadionem klubu Guarani jest Estádio Brinco de Ouro, mający pojemność 30 800 widzów.